# Pteridoporthis
Pteridoporthis là một chi bướm đêm thuộc phân họ Tortricinae của họ Tortricidae.

## Các loài
- Pteridoporthis euryloxa Meyrick, 1937